# 로마노프 제국 (마이크로네이션)
로마노프 제국(러시아어: Рома́новская Импе́рия 로마놉스카야 임페리야[*])은 러시아의 사업가이자 러시아 군주당 소속 정치인인 안톤 바코프가 창설한 마이크로네이션이다. 2011년 러시아 제국의 유일한 법적 계승자임을 선언하며 건국되었고 니콜라이 3세를 군주로, 바코프를 궁정수상으로 삼고 있다.
2014년 라이닝겐의 카를 에미히가 니콜라이 3세로 즉위한 이후 러시아 제국이 소유했던 영토의 영유권과 기독교 군주국들의 수장국을 주장하고 있다. 황위주권국(러시아어: Сувере́нное Госуда́рство Импера́торский Престо́л 수베레노예 고수다르스트보 임페라토르스키 프레스톨[*]), 러시아 제국(러시아어: Росси́йская Импе́рия 로시이스카야 임페리야[*])이라는 명칭 또한 사용했다.

## 역사
2011년 안톤 바코프가 러시아 혁명으로 멸망한 러시아 제국의 부활을 선언하며 러시아 제국(러시아어: Росси́йская Импе́рия 로시이스카야 임페리야[*])이라는 이름으로 창설되었다. 1,000루블(1만 5,620 원)에 자체 여권을 온라인으로 발급하기 시작했고, 2014년까지 시민들에게 약 4,000개의 여권을 부여했다고 주장했다. 2014년 3월 31일, 제국의 왕좌라는 새로운 이름으로 마이크로네이션은 자신을 주권 국가로 선언 하고 라이닝겐의 카를 에미히를 니콜라이 2세의 후계자로서 전 러시아의 황제 니콜라이 3세라는 칭호로 마이크로네이션의 수장이 되었다고 선언하는 선언문을 발표했다.
안톤 바코프는 여러 국가와 협의를 통해 토지를 매입하고 마이크로네이션 영토를 자신의 통제 하에 두려고 시도했고 2017년 키리바시와 감비아와의 회담은 실패했습니다. 안톤 바코프는 키리바시 당국이 정부 내에서는 동의했지만 의회 수준에서는 거부했다고 주장했다. 또한 몬테네그로에서 토지를 매입하고 몬테네그로 당국과 회담을 가졌지만 이 회담 역시 실패했다.